# Barndomsskildring
En barndomsskildring är ett verk där barndom skildras. Ofta är barn huvudperson i dessa berättelser, med tillbakablickande perspektiv. Som en del av det tillbakablickande perspektivet skildras, och emellanåt kritiseras, även det dåvarande samhället.
Philippe Ariès konstaterar att barndomsskildringen hör samman med upptäckten av barndomen. Barnet erkändes länge inte som separerad från vuxna, utan införlivades i den vuxna gemenskapen fortast möjligt. Eftersom dödstalet var högt knöt man inte lika hårda band till sina barn. Med den moderna tidens ingång föddes dock barndomen, och med filosofer som Rousseau och Locke kom synen på det romantiska, oskuldsfulla barnet som värdesätts mycket högt. Den synen finns till del än kvar.

## Bakgrund och historik
Philippe Ariès menar i Centuries of Childhood att barndomsskildringen obönhörligen hör samman med upptäckten av barndomen. Eftersom en stor del av alla barn under medeltiden avled kunde man inte fästa sig för starkt vid dem. Därför finns det heller inte från tidig medeltid många avbildningar av barn som just barn, utan i de fall det förekommer, som vuxna i miniatyr. Det hade funnits realistiska avbildningar av barndomen i den grekiska konsten, menar han, men dessa försvann med det grekiska imperiets fall. Under 1200-talet börjar emellertid, menar Ariès, barndomen återupptäckas, om än i liten grad. Under 1400-talet och 1500-talet fortgår utvecklingen, som dock inte börjar på riktigt förrän 1600-talet, i synnerhet i samband med Jean-Jacques Rousseaus Émile eller om uppfostran. Norbert Elias teoretiserade i liknande banor redan under 1930-talet, men inte med ett lika långt tidsspann som Ariès.
Det är först i övergången till det moderna samhället, fortsätter Ariès, som barnet synliggörs och blir till något annat än en vuxen i miniatyr. Under medeltiden läts barnet leka till det blev så gammalt att det kunde delta i arbetsuppgifterna. Barnen ingick i en lek- och arbetsgemenskap, inte i egenskap av barn, utan i egenskap av oförmögna att arbeta under lekgemenskapstiden, och när de blivit arbetsförmögna, som en del av arbetsgemenskapen. När barndomen upptäcks ändras detta till en början radikalt. Moralister - menar Ariès, i form a präster och ämbetsmän - blir talesmän för det nya barndomsbegreppet. Barndomen måste tas på allvar, genom uppfostran och korrigering. Man älskade sina barn också under medeltiden, fortsätter han, men inte för sin egen skull utan för deras insats i familjeinstitutionen och det gemensamma verket. Den moderna tidens föräldraengagemang, den 'besatta kärleken', som Ariès kallar den, innebar att den friheten barnet under medeltiden hade haft gick förlorad. Hugh Cunningham kopplar samman det med kristendomen. Arvssynden gör att också barnet måste frälsas genom dopet, eftersom barnet måste räddas. Det gör att barnet reser från marginal till centrum.
Ariès och Elias delar in barndomens framväxt i två olika idealtypiska samhällsmodeller - den pre-moderna, och den moderna. Lloyd deMause ser istället utvecklingen som en psykohistorisk, kontinuerlig evolution. Han delar in denna kontinuerliga evolution i sex faser:
- → 300-talet: Barns totala utsatthet.
- 300 — 1300-talet: Kristendomen: det besjälade barnet, tillskrivs fortfarande allsköns ont - arvsynd. Överges ofta, eller lämnas bort.
- 1300 — 1700-talet: Man närmar sig barnet något, men på ett ambivalent sätt. Man nyttjar fortfarande systematisk aga.
- 1700 — 1800-talet: Föräldrar känner för första gången empati, och det sker en vändpunkt. Man har omvårdnad om barnet, men man fortsätter trycka undan sexuella vanor, olydnad och aggressivitet. Det är ändå ett första steg mot en individualiserande fostran.
- 1800 — 1950: Nu inleds en socialiserande fas. Ett minskande kontrollbehov, men fortfarande fostrande uppgift.
- 1950 →: Den hjälpande fasen inleds. Ingen disciplinering, föräldern är barnets tjänare.

Christine Quarfood i sin avhandling riktar dock skarp kritik mot deMauses metodik, samt hans princip att "alla sociala, ekonomiska och ideologiska faktorer ytterst kan föras tillbaka på förädlar-barn-relationens dynamik". Hon parafraserar: "så ska t.ex. kristendomen ha uppkommit som svar på föräldrarnas förändrade känslor gentemot barnen, istället för det rimligare antagandet att föräldrarollen påverkats av kristna normer." Metoden liknar, menar R. T. Vann, George Henry Paynes metod från 1916, men är förlegad. Alice Miller har dock försvarat deMause, och hans starkt barncentrerade perspektiv som hon förfäktar. Dikotomin mellan de två metoderna skiner också igenom i frågan om huruvida kärleken till barnet är en naturgiven konstant eller en kulturell variabel. Medan Ariès menade att likgiltigheten gentemot barnen innan 1700-talet bottnade i det höga dödstalet, vände bland andra Patrick Flandrin på resonemanget och frågade sig om inte likgiltigheten i stället orsakade det höga dödstalet. Quarfood vill dock frångå frågan om föräldrars kärlek till sina barn, och istället fråga sig hur barnomsorgen i olika tider förändrats.
Oenigheten till trots råder det enighet på en punkt, frånsett Linda Pollock: nämligen att barnets status förändrades radikalt med ingången till den moderna tiden. Barndomen, menar man, är en social konstruktion och inget tidlöst fenomen. Sedvänjor, värderingar, kunskaper och livssituationen bestämmer interatkionen mellan föräldrar och barn. Quarfood konstaterar att "det är just i växelspelet mellan norm och avvikelse som en människosyn formas."
Filosofer som Erasmus, Locke och Wordsworth har alla bidragit till synen på barndomen. Erasmus såg barnet som en formlös vaxmassa man måste forma på rätt sätt.  Med den protestantiska reformationen började en hortikulturell metaforik: man måste odla på rätt sätt, ta bort ogräs. Med upplysningen kom synen på barnets individuella utveckling. Man såg barnet som en enskild urskiljbar individ som behövde bildning. Detta kom i samband med Rousseaus skrifter samt Lockes tabula rasa. Trots detta var barnet fortfarande marginaliserat i litteraturen, möjligtvis med undantag för Rousseaus Émile och Daniel Defoes Robinson Crusoe. I dessas fotspår uppstod dock synen på den romantiska barndomen, där barnet värdesätts mycket högt: man vill behålla barnet inom sig, barnets oskuldsfullhet. Därför måste barnet och barndomen skyddas. Denna barndomsuppfattning är fortfarande delvis rådande. 1700-talet är kallat barndomens århundrade. Ellen Key kom sedan att kalla 1900-talet för 'barnets århundrade'.

## Definition
Christopher Williams konstaterar att det vanligaste är att man i barndomsskildringen antar den vuxna allvetande berättarens perspektiv. Visserligen problematiserar han det, och exemplifierar med James Joyces Porträtt av konstnären som ung, men menar att det hör till undantagen.

## Det onda barnet
Karen J. Renner delar in det onda barnet i litteraturen i det possessed (besatta) barnet, och det feral (vilda) barnet. Under 1900-talets andra hälft blev skildringar av ondskefulla barn vanliga, med exempel som Doris Lessings Det femte barnet, Ian McEwans Cementträdgården och Iain Banks Getingfabriken, George Boas och Joyce Carol Oates. På 1950-talet menar Renner att det onda barnet slog igenom som subgenre. Under decenniet präglas subgenren av barn som fötts onda. Det är alltså inget man förvärvar, utan något som är determinerat från födseln. Som exempel tar hon upp Ray Bradburys The Small Assassin och The Veldt, William Goldings Flugornas herre och William Marchs The Bad Seed.
Under 1960-talet blir det vanligare med skildringar av onda barn där ondskan förvärvats. Ett exempel är en adaption av Henry James När skruven dras åt, Jack Claytons The Innocents. Shirley Jackson, Flannery O'Connor och Joyce Carol Oates är andra exempel. Tyngdvikt lägger hon vid Ira Levins Rosemarys baby, som kom att sammanfatta 60-talets onda barn - trots att barnet här föds ont, istället för att förvärva ondskan. Levins roman resulterade i en uppsjö av onda barn under 70- och 80-talet. Newsweek oroades över att det verkade växa fram ett barnförakt i samhället. Även om Levins roman fick många att utforska det demoniska barnet, figurerade både sataniska skildringar och psykologiskt avvikande. Exorcisten av William Peter Blatty och filmatiserad av William Friedkin är ett exempel ur den första kategorin. Thomas Tryons The Other tillhörde den andra kategorin, och lade grunden för många senare texter.
Under 70-talet skrevs dessutom en rad skräckromaner med onda barn i fokus. Dean Koontz Demon Child under pseudonymen Deanna Dwyer, Anne Rices Vampire Chronicles, Interview with the Vampire samt Stephen Kings Carrie och The Shining är prominenta exempel.

### Teorier om varför det onda barnet är skrämmande
Sullivan och Greenberg menar att det deformerade eller ondskefulla barnet ses som särskilt skrämmande. Det romantiska, oskuldsfulla barnet står i motsatsförhållande till ondskan. Noël Carroll och Julia Kristeva definierar skräck som tvetydiga stimuli som inte kan inplaceras i tydliga kategorier. Ondskefulla barn är ett brott mot denna tydliga kategorisering, och framstår därför som skrämmande. Utifrån terror management-teorier (TMT) såsom anförda av Jeff Greenberg, Sheldon Solomon och Tom Pyszczynski, där man ser dödsrädslan som det som i första hand driver mänskligt beteende, blir också det ondskefulla barnet skrämmande. TMT konstaterar att ett sätt att lindra dödsrädslan är genom den symboliska odödligheten, som man kan nå genom biologiska, spirituella eller kulturella metoder. De kulturella kan bestå i att skriva böcker, starta företag eller på annat sätt kvarleva genom sitt namn medan de spirituella utgörs av religiösa teorier om livet efter detta. De biologiska metoderna är istället att föröka sig och bidra till sin släkts fortlevnad, och därigenom uppnå odödlighet. Ondskefulla eller monstruösa barn appellerar dock till dödsrädslan, och blir därigenom skamliga. Det ondskefulla barnet åstadkommer två saker: appellerar till känslan av att misslyckas med att överkomma döden vidare genom nästa generation, samt representerar människans egna inre djuriskhet, som man försöker förtrycka, dels för att djuren framstår som dödliga, dels eftersom det underlättar kategoriseringen. Människan är ett djur, men för att underlätta kategoriseringen trycker man undan detta. TMT menar att mänsklig djuriskhet igångsätter omedveten dödsrädsla: därför är också såväl menstruation som ejakulation i många kulturer tabubelagt.
Dessutom symboliserar det monstruösa barnet, enligt TMT-tolkningar, bestraffning för att sträva efter en biologisk odödlighet. Odödligheten är ouppnåelig, och det monstruösa barnet blir en påminnelse om detta. I litteraturen och traditionen har barnets överlevnad efter förälderns död symboliserats, och varit viktig framförallt för den kristna världssynen, som bottnar i Jesus odödlighet. Otto Rank i Beyond Psychology konstaterar att i världslitteraturen - och redan i de grekiska tragedierna - har det omöjliga i strävandet efter personlig odödlighet tematiserats. Samtidigt menar han att modern litteratur har betydligt fler exempel på barnets destruktion eller perversion som bestraffning för föräldrar som vill överstiga dödligheten. Han konstaterar att det monstruösa dubbel-barnet i den moderna litteraturen är en symbol för den ofrånkomliga dödligheten. Greenberg och Sullivan drar som slutsats:
| ”                         | Monstruösa barn är särskilt störande som källa för skräck eftersom de omskapar det som normalt utgör föräldrars strävan efter odödlighet till en förkroppsligad symbol av deras dödlighet, och därigenom, allas. | „ |
| – Greenberg och Sullivan. | |   |